# Angelo Tartaglia

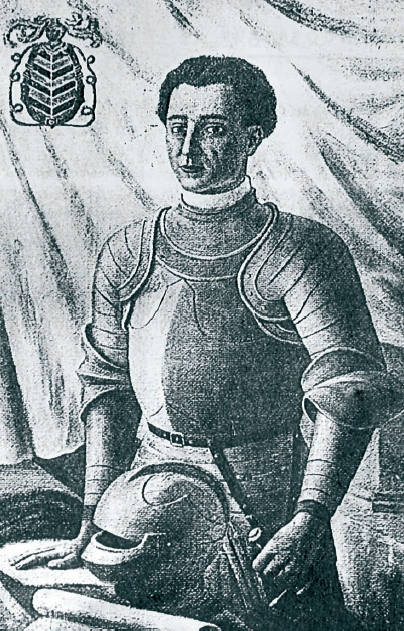
Angelo Tartaglia

Angelo Tartaglia (właśc. Angelo Broglio da Lavello, ur. ok. 1370 r. w Lavello, zm. w 1421 r. w Aversa) – włoski kondotier.
Był jednym z najsłynniejszych najemnych dowódców wojskowych późnego średniowiecza. W młodości dołączył do oddziału kondotiera Ceccolo Broglia. Po krótkim okresie służby we Florencji, w 1407 Tartaglia przeszedł ze swoim oddziałem na służbę władcy Sieny. Od 1409 pozostawał w służbie króla Neapolu Władysław I, zaś po jego śmierci w 1414 r. aż do ostatnich dni swego życia służył Państwu Kościelnemu.
Oskarżony o zdradę, został ujęty we śnie przez swego rywala, Muzio Attendolo Sforzę i po torturach ścięty w Aversa.